# コビメチニブ
コビメチニブ（Cobimetinib、開発コードGDC-0973、XL-518）は抗がん剤として開発中のMEK阻害薬の一つである。BRAF阻害薬との併用でいくつかの癌の治療効果が期待されている。早期臨床試験の結果、ベムラフェニブとの併用によりBRAF V600変異陽性悪性黒色腫患者の無増悪生存期間をベムラフェニブ単剤より3.7ヶ月延長した。第III相臨床試験は2017年に完了する見込みである。2014年の臨床試験の結果を元に、米国および欧州で承認申請された。